# Préfecture de Daxing'anling
La préfecture de Daxing'anling (大兴安岭地区 ; pinyin : Dàxīng'ānlǐng Dìqū) est une subdivision administrative du nord-ouest de la province du Heilongjiang en Chine.

## Subdivisions administratives

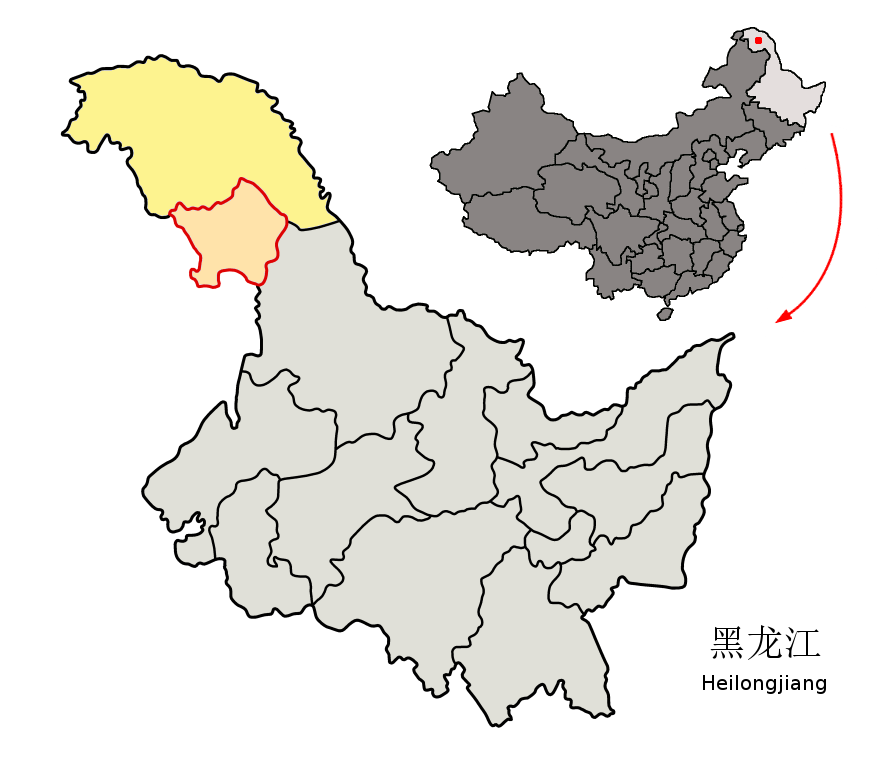
Localisation de la préfecture de Daxing'anling (en jaune) et des districts de Jiagedaqi et Songling (saumon clair)

La préfecture de Daxing'anling exerce sa juridiction sur sept subdivisions - quatre districts et trois xian :
- le district de Jiagedaqi - 加格达奇区 Jiāgédáqí Qū[2] ;
- le district de Songling - 松岭区 Sōnglǐng Qū[2] ;
- le district de Huzhong - 呼中区 Hūzhōng Qū[3] ;
- le district de Xinlin - 新林区 Xīnlín Qū[3] ;
- le xian de Huma - 呼玛县 Hūmǎ Xiàn ;
- le xian de Tahe - 塔河县 Tǎhé Xiàn ;
- le xian de Mohe - 漠河县 Mòhé Xiàn.